# Rio Saliceto
Rio Saliceto (emilián nyelven Ré Salṣêr) település Olaszországban, Emilia-Romagna régióban, Reggio Emilia megyében. Lakosainak száma 6000 fő (2023. január 1.). Rio Saliceto Carpi, Fabbrico, Campagnola Emilia és Correggio községekkel határos.

## Népesség
A település lakossága az elmúlt években az alábbi módon változott:
| Lakosok száma | 6133 | 6136 | 6000 |
|               | 2017 | 2018 | 2023 |